# Römungen
Römungen (på norska Østre Rømungen) är en sjö i Aurskog-Hølands kommun i Akershus fylke och i Årjängs kommun i Värmlands län och ingår i Göta älvs huvudavrinningsområde. Sjön är 25 meter djup, har en yta på 0,47 kvadratkilometer och befinner sig 181,9 meter över havet.

## Delavrinningsområde
Römungen ingår i det delavrinningsområde (662032-127167) som SMHI kallar för Utloppet av Kroksjön. Medelhöjden är 216 meter över havet och ytan är 55,41 kvadratkilometer. Det finns inga avrinningsområden uppströms utan avrinningsområdet är högsta punkten. Torpedalsälven som avvattnar avrinningsområdet har biflödesordning 3, vilket innebär att vattnet flödar genom totalt 3 vattendrag innan det når havet efter 273 kilometer. Avrinningsområdet består mestadels av skog (82 procent). Avrinningsområdet har 3,97 kvadratkilometer vattenytor vilket ger det en sjöprocent på 7,2 procent.